# Dror Pekatz
Dror Pekatch, né le 15 mai 1981, est un coureur cycliste israélien. En 2010, il représente l'Israël lors des championnats du monde de cyclo-cross. Il abandonne .

## Palmarès sur route
- 2002
  - 2e du championnat d'Israël de cyclisme sur route
- 2010
  - Tour de Beit Shemesh
  - 3e de Kibbutz Race

## Palmarès en VTT
- 2007
  - 3e du cross-country de Mandra (en)